# Ронни Джеймс Дио
Ро́нни Джеймс Ди́о (англ. Ronnie James Dio, настоящее имя Рональд Джеймс Падавона, англ. Ronald James Padavona; 10 июля 1942 — 16 мая 2010) — американский рок-музыкант, певец и автор песен, наиболее известен как вокалист групп Rainbow, Black Sabbath и лидер собственного проекта Dio.
Первым серьёзным успехом в музыкальной карьере Дио стала группа Elf, вторым — группа Rainbow, основанная Ричи Блэкмором в 1975 году после его ухода из Deep Purple. Третьим переломным этапом стало участие в Black Sabbath, где музыкант пробыл два года, во время которых группа завоевала большую популярность, но после разразившегося конфликта в 1982 году покинул коллектив и создал свой сольный проект под названием Dio.
Продолжая творчество в стиле, в котором были записаны альбомы с Black Sabbath, группа Dio постепенно стала классикой тяжёлого рока. В 1992 году Дио снова сотрудничает с Black Sabbath и записывает с группой альбом Dehumanizer, после чего уходит в Dio до 2006 года. В этом году Ронни вновь воссоединился с участниками Black Sabbath в группе под названием Heaven & Hell и играл в ней до конца жизни.
На протяжении своей длительной карьеры в рок-музыке Ронни Джеймс Дио принял участие в записи около 50 альбомов. Музыканта признают одним из лучших в своём деле как ведущие журналы и интернет-ресурсы (по версии журнала Classic Rock, он занимает 165-е место в списке 200 лучших певцов всех времён по версии журнала Rolling Stone, 6 место в рейтинге лучших вокалистов рок-музыки, а также он занимает 5-е место в списке «66 лучших хард-рок/метал-фронтменов всех времён» по версии онлайн-журнала Loudwire и 1-е место в рейтинге лучших хэви-метал-фронтменов по версии журнала New Musical Express), так и его коллеги. Именно Дио ввёл в моду жест пальцами «коза» как символ рок-музыки.

## Биография

### Ранние годы
Рональд Падавона родился 10 июля 1942 года в Портсмуте, штат Нью-Гэмпшир, США, единственным ребёнком в семье Пэта (Пэтси, 1918—2010) и Анны Падавона (1918—2006; англ. Patsy & Anna Padavona), но вырос в Кортленде, Нью-Йорк, где до переезда в Портсмут жили его родители и вся семья Падавона. И Пэтси и Анна Падавона происходили из семей эмигрантов из Италии. Семья Падавона была верующей, и Ронни рос под влиянием католической религии, но убеждённым католиком так и не стал.
В детстве главными увлечениями Ронни были книги, спорт и музыка. Он любил читать романы Вальтера Скотта, легенды о короле Артуре и научную фантастику. Мальчик мечтал стать бейсболистом, и однажды попросил у отца купить ему биту. Но отец хотел, чтобы Ронни получил музыкальное образование, и принёс в дом трубу. На следующий день после этого начались каждодневные музыкальные уроки Ронни, которые длились по четыре часа. В скором времени мальчик бросил игру на трубе. Спустя годы он объяснял своё решение следующим образом: «Труба — довольно простой инструмент, так что в итоге мне просто стало скучно. А ещё я был бы просто одним из многих трубачей. Не хотелось быть винтиком в механизме. К счастью, я открыл для себя рок-н-ролл».
Петь Ронни начал в семь лет: по принуждению отца он исполнял ведущую партию в церковном хоре.

### Первые группы
В старших классах школы в 1957 году Ронни вместе с гитаристом Ником Пэнтасом и барабанщиком Томми Роджерсом основал группу The Vegas Kings. Сначала он занял место бас-гитариста и играл на трубе, но спустя некоторое время начал исполнять и вокальные партии. Группа дважды сменила своё название, сначала на Ronnie & The Rumblers, а после на Ronnie And The Red Caps. В начале 1960-х годов Ронни взял себе псевдоним «Дио» по имени одного из членов мафиозной группировки в Америке, которого звали Джонни Дио. «Dio» в переводе с итальянского означает «Бог». Сам музыкант так объяснял происхождение псевдонима: «Моя настоящая фамилия была слишком длинной и экзотической. Нужно было что-то запоминающееся. Я хотел, чтобы псевдоним отражал моё итальянское происхождение и выбрал фамилию одного из боссов мафии — Джонни Дио. Не для того, чтобы нажиться на дурной славе, а потому что она была короткой и била в яблочко».
В это же время Дио сосредоточился исключительно на вокале, а Ronnie And The Red Caps переименовались в Ronnie Dio & The Prophets. Под этим названием группа выпустила несколько синглов и один альбом — Dio At Domino’s. В сентябре 1967 года, после появления в группе нового клавишника, она была переименована в The Electric Elves (позднее — The Elves). В 1970 году участники коллектива попали в автокатастрофу, в которой погиб гитарист Ник Пэнтас. После этого Ронни и двое его соратников меняют название коллектива на Elf.
В январе 1972 года на одном из их выступлений побывали участники Deep Purple Роджер Гловер и Иэн Пейс. Им понравилась молодая группа, и в 1972 году Elf выпустил свой одноимённый дебютный альбом, спродюсированный Яном и Роджером. По словам Ронни Дио, это было чудом: «Было просто замечательно находиться рядом с ними. Всё прошло очень быстро: я играл на басу, и почти всё мы делали вживую. Остальные музыканты вступали, и я начинал играть и петь одновременно…Мы были достаточно подготовлены, группа была хорошей. Мы долго играли вместе и вместе выросли, поэтому мы просто начали запись и „бац“: она уже закончилась. Получился по-настоящему хороший альбом, и создавали мы его с удовольствием».
Группа также начала давать выступления на разогреве у Deep Purple, а в 1974 году Дио принял участие в сольном проекте Роджера Гловера под названием The Butterfly Ball.

### Rainbow

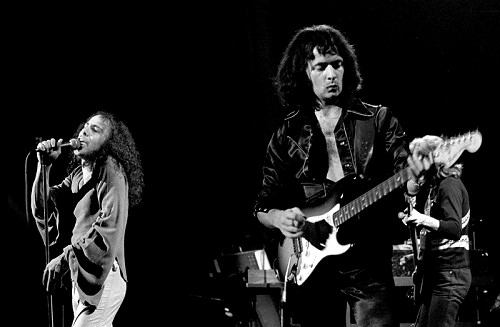
Ронни Джеймс Дио на сцене с Rainbow в 1977 году

В 1975 году Ричи Блэкмор ушёл из Deep Purple и на основе группы Elf создал Rainbow. Роджер Гловер также планировал включить Дио в свою группу, и тот даже дал своё согласие, но потом решил выбрать Блэкмора. В Rainbow Ронни Дио был вокалистом, одним из основных композиторов и писал тексты песен. Однако, если в Elf он был безоговорочным лидером, то в Rainbow таковым был Ричи Блэкмор. Однажды гитарист предложил Дио использовать его среднее имя Джеймс, и тот согласился. Так родилось его полное сценическое имя: Ронни Джеймс Дио.
Первый альбом Ritchie Blackmore’s Rainbow был выпущен в 1975 году. После того как альбом был записан, Ричи Блэкмор уволил из группы всех, кроме Дио. В новом составе Rainbow записали второй студийный альбом Rising, который вышел в 1976 году и занял шестое место в чартах Великобритании. Rising часто называют лучшим альбомом Rainbow. Через год был издан концертный альбом On Stage, а в 1978 году — Long Live Rock ’n’ Roll, после выхода которого Rainbow стали одной из самых успешных европейских групп.
Во всех этих альбомах Дио не играл ни на одном музыкальном инструменте, но известно, что помимо текстов, он сочинял музыку и участвовал в аранжировках всех песен. Вокалист был счастлив работать в группе:

Группа была основана мной и Ричи с определённой задумкой. Мы оба любили один жанр музыки — классику. Оба мы были почитателями Баха. Это было нашим ориентиром. Мы по-настоящему любили рок-н-ролл. Deep Purple были для меня любимой группой на свете, а Ричи был моим героем.
Оригинальный текст (англ.)
That band was created by the two of us with a special purpose in mind. We both loved the same kind of music, which was classical music. We were both real Bach aficionados. That was our point of reference. Rock ’n’ roll music was what we loved. Deep Purple was my favorite band on earth, Ritchie was my hero.
— Ронни Джеймс Дио
Ричи Блэкмор тоже был очень доволен потенциалом Дио: по его словам, когда он впервые услышал вокалиста, то у него «по спине забегали мурашки». Также гитарист говорил, что ему не приходилось ничего объяснять, так как Ронни делал всё, как нужно. Однако после выхода Long Live Rock ’n’ Roll Блэкмор под давлением лейбла решил сменить направление группы к мейнстриму, что очень не понравилось Дио. К тому же вокалисту надоело всегда находиться в тени легендарного Ричи, и в 1979 году он покинул Rainbow: «для меня всегда было удовольствием играть с Ричи, но делать музыку, которую он планировал, не стало бы для меня таковым; он хотел стать поп-артистом и писать песни о любви, а я этим не занимаюсь».

### Black Sabbath
Как раз в это время Black Sabbath расстались с Оззи Осборном, и место вокалиста в группе оставалось вакантным. В 1980 году его занимает Ронни Джеймс Дио, и в первую же ночь его появления в новой группе проходит репетиция, в процессе которой рождается песня «Children of the Sea». Ранее все тексты в группе писал басист Гизер Батлер, а теперь это стал делать только Дио. Ронни очень удачно вписался в новый коллектив: его фэнтезийный стиль написания песен с образами драконов, мечей, волшебников и замков пришёлся как нельзя кстати к звучанию Black Sabbath. Сам вокалист сказал, что он сочинял мрачные тексты уже в Elf, но их было невозможно исполнять в стиле, в котором играл коллектив, в Rainbow он уже мог немного пофантазировать, и тексты стали чуть более «тёмными», а Black Sabbath стал для него той группой, в которой он мог делать то, что хочет: писать максимально мрачные песни. Обычно музыканты сочиняли вдвоём: Айомми и Дио с акустической гитарой, но иногда к ним присоединялись другие участники группы.
Первый альбом с участием Дио, Heaven and Hell, имел огромный успех: занял девятое место в Великобритании, был продан тиражом свыше миллиона и подарил группе новое поколение фанов. На концертах Ронни исполнял не только свои композиции, но и те, которые ранее пел Осборн.

Я не волновался, потому что моя задача была не стать таким же как Оззи, а быть музыкантом, который писал песни к альбому Heaven and Hell и исполнял их. Невозможно заменить легенду…можно только самому попытаться стать ей.
Оригинальный текст (англ.)
I was never nervous because my place in the band was not to be Ozzy, but to be the singer who just performed and wrote on the Heaven and Hell album. You can't replace a legend… you can only try to become one yourself.
— Ронни Джеймс Дио

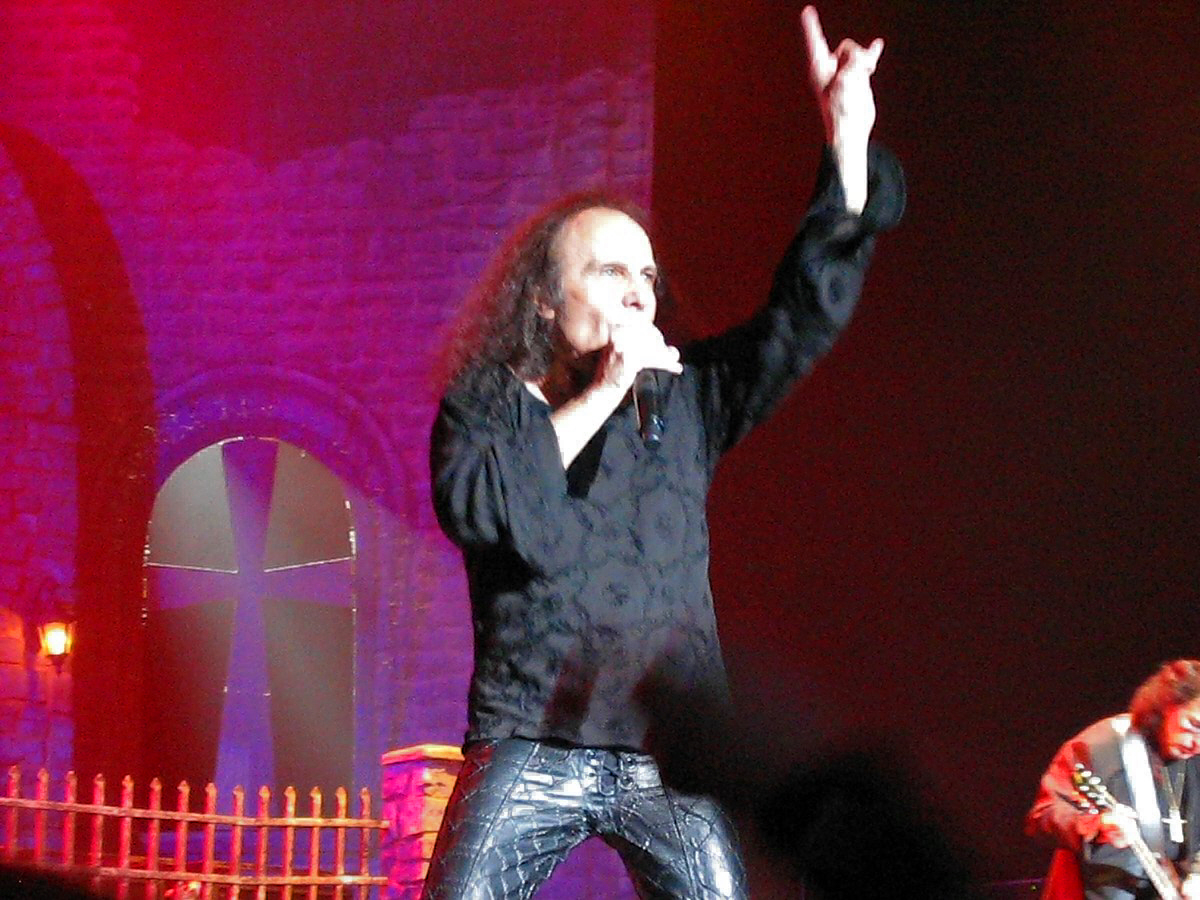
Ронни показывает публике «козу»

Второй альбом — Mob Rules, записанный в ноябре 1981 года, немного уступал предшественнику, но тем не менее имел успех: стал «золотым» в США и попал в двадцатку лучших в Великобритании.
Период Дио в Black Sabbath вошёл в историю рок-музыки не только качеством и популярностью альбомов: в это время вокалист ввёл в моду жест в виде «рогов» пальцами, который он часто показывал публике на концертах. Этот жест, названный «козой», стал неотъемлемой частью рок-концертов, а также приветствием для людей, слушающих тяжёлую музыку. По словам самого Дио, «козу» он увидел у своей бабушки, которая использовала этот знак как часть суеверия, отводящего сглаз и нечистую силу, наподобие плевка через плечо. Демонстрация этого жеста в сочетании с мистическими текстами и тяжёлой музыкой Black Sabbath создавала особую атмосферу концертов.
Однако стремительный взлёт Black Sabbath прервался в октябре 1982 года, когда Ронни Джеймс Дио и барабанщик Винни Апписи покинули группу. Причиной ухода стал конфликт, который произошёл после того, как звукорежиссёр обвинил их в проникновении в студию ночью и выведении себя в миксе на передний план во время записи концертного альбома Live Evil. Также раскол мог произойти из-за того, что старые участники группы, в отличие от новых, никогда не находили времени для общения с поклонниками. Сам Ронни говорил, что ссоры в студии были лишь поводом: музыканты виделись только на концертах и в студии, и в последнее время отношения между ними были натянутыми.

### Dio
После ухода из Black Sabbath Дио вместе с Винни Апписи отправился в Англию, чтобы начать поиски музыкантов для будущей собственной группы. Вскоре они были найдены: первым из них стал коллега Дио по Rainbow — басист Джимми Бэйн, а вторым — молодой гитарист Вивиан Кэмпбелл. До появления в группе гитариста Ронни Джеймсу Дио приходилось на репетиции играть партии этого инструмента. Вскоре музыканты начали репетировать вместе, и через некоторое время появились аранжировки к песням «Holy Diver» и «Don’t Talk to Strangers», и после чего дело пошло в гору.
Упомянутые композиции вошли в первый альбом группы Dio Holy Diver, который занял 13-е место в британских чартах и 56-е в США. Критики высоко оценили альбом, и многие песни из него были признаны гимнами и классикой тяжёлого рока. Ронни Джеймс Дио был признан читателями журнала «Kerrang!» лучшим вокалистом, а его группа — лучшим новым коллективом 1983 года. Сам Дио в интервью 2005 года сказал, что из всего своего творчества он считает безупречными три альбома: Rising, Heaven and Hell и Holy Diver.
Следующие два альбома — The Last in Line и Sacred Heart — также имели большой успех и отличались театрализованными концертами: в концепцию первого были положены египетские мотивы, а во время оформления сцены второго родилась идея огромного дракона, с которым борется Ронни Дио во время исполнения песни «Sacred Heart». Также в этот альбом, охарактеризованный Ронни как «мрачный в стиле Dio», вошла песня «Rock ’n’ Roll Children», которую музыкант назвал своей любимой: «Она очень много для меня значит[…]. Я написал эту песню с позиции человека, который в то время был моложе меня и любил, скажем, носить кожаные шмотки, в то время как сторонники мини-юбок, показывая на него пальцем, шептались: „Посмотри на этого отморозка!“. И это очень непросто переживать и переваривать внутри себя. Так что кто-то должен был написать песню о детях рок-н-ролла, о том, какие они. А мне это было хорошо известно. Они просто убежали от всего… Когда я исполняю эту песню, то всегда чувствую умиротворение. У тебя должна быть какая-то страсть к чему-либо. А это и есть моя страсть. Поэтому я так люблю эту песню».
После этого начался небольшой спад популярности группы. Четвёртая студийная работа Dream Evil была воспринята неплохо, а следующий за ним Lock Up the Wolves занял самое низкое место в чартах по сравнению со своими предшественниками. К 1990 году Дио был единственным участником Dio из оригинального состава группы.

### Возвращение в Black Sabbath
В 1991 году бывший коллега Ронни по Black Sabbath басист Гизер Батлер спросил у вокалиста разрешение прийти к нему на концерт, и тот ответил согласием при условии, если они вместе исполнят одну из их совместных композиций. 8 августа на концерте в поддержку Lock Up the Wolves в Миннеаполисе музыканты сыграли «Neon Knights», после этого попили пива и вспомнили прошлое в Black Sabbath. Так появилась идея воссоздать состав группы, работавший над Heaven and Hell и Mob Rules, которую с радостью поддержал гитарист Тони Айомми.
Было решено, что группа запишет один альбом и после этого Дио уйдет в свой коллектив Dio, но после успеха Dehumanizer (1992 год) Ронни решил продолжить работу в коллективе. Однако во время тура в поддержку альбома участники снова стали сторониться друг друга, и когда Дио узнал о том, что Black Sabbath не против выступить в одном из двух отделений концертов Оззи Осборна, он принял решение уйти: «Мы хотели снова поставить группу на ноги путём реформирования и сделать её особенной, и вдруг, ни с того ни с сего, мы собираемся играть в открывающей части концерта её экс-лидера! Также я знал, что когда закончится это шоу, они объявят о своём объединении, что и случилось!».

### Возвращение в Dio

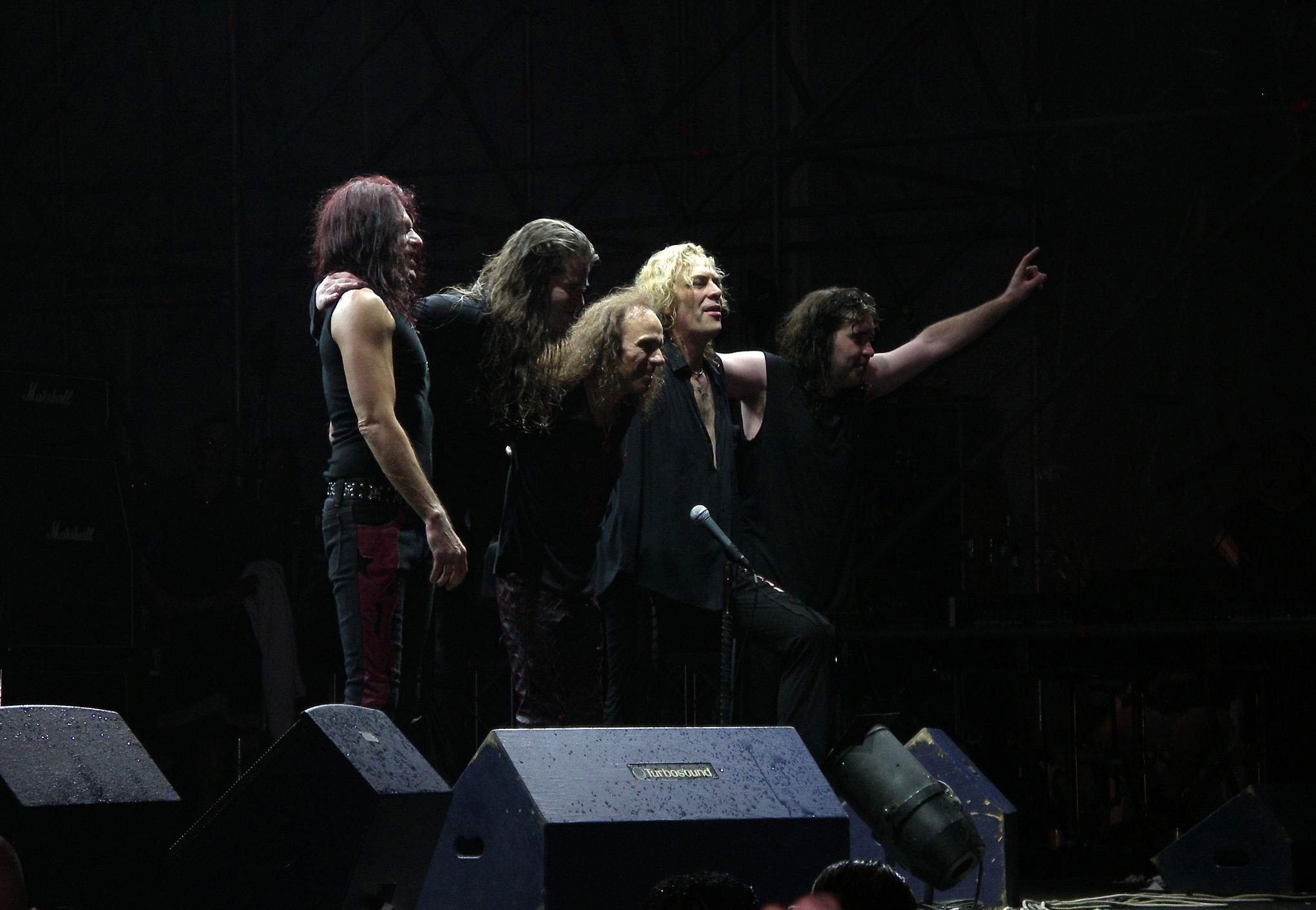
Ронни на сцене с Dio в 2005 году

Ронни Джеймс Дио снова вернулся в Dio. В 1994 году был издан альбом Strange Highways. У группы возникли проблемы с издателем альбома, который не хотел поддерживать релиз. Размышляя о проблемах Strange Highways, Дио сказал, что альбом звучал слишком современно. Через два года группа Dio выпустила Angry Machines, в котором Ронни отошёл от средневековой тематики в сторону проблем современного мира. В этом альбоме поднимались многие темы, среди которых — несовершенство церкви, государства, родителей и проблема полов: «Я твёрдо верю в то, что мужчины находятся в опасности, […] вначале женщины ослепляют, а потом крадут все твои мечты». В 1998 году вышел Inferno: Last in Live — двухдисковое издание, в основу которого легли концертные записи 1996—1997 годов. В 1999 году Дио совместно с Ингви Мальмстином записал кавер-версию песни «Dream On» группы Aerosmith.
В 2000 году появился на свет первый концептуальный альбом Дио — Magica. Сюжет альбома — фантастическая история о борьбе добра и зла: попытке жителей «Другого мира» захватить священную книгу и повелевать планетой. Каждая из композиций — неотъемлемая часть сюжета, а полную версию истории можно прочитать в буклете к диску или послушать её прочтение Ронни Дио.
В новом тысячелетии Dio выпустили ещё два студийных альбома: Killing the Dragon (2002 год) и Master of the Moon (2004 год). Ронни Джеймс Дио рассказал, какой смысл он вкладывал в песню «Killing the Dragon»: «она о тех, кто творит зло, и о том, что делает мир, чтобы противостоять этому. В фэнтезийных рассказах драконы крали детей и скармливали их своему потомству. В первой части я пою, что кто-то украл ребёнка, вторая часть о жестоком феодальном лорде и третья — об „электрическом рабстве“». Второй упомянутый альбом, Master of the Moon, Дио назвал «самым тяжёлым после Dehumanizer».
Также было выпущено два концертных альбома: Evil or Divine — Live in New York City (2005 год) и Holy Diver — Live (2006 год). В 2005 году вышел трибьют альбом Элису Куперу Welcome to the Nightmare: An All-Star Salute to Alice Cooper, в котором можно услышать исполнение песни «Welcome To My Nightmare» Ронни Джеймсом Дио. Несмотря на долгое существование группы и достаточно большой возраст Дио, в 2005 году вокалист дал понять, что его музыкальная карьера ещё не закончена:

Dio — это группа, которая всегда была в отличной форме и гордится тем, что делает, получая при этом только лучшие оценки. И если наша музыка задевает у людей нужные струны, значит, всё в порядке. Ну, и тот факт, что мы много гастролируем, говорит о том, что мы живы. Мы выпускаем пластинки и постоянно выступаем. И это здорово!
— Ронни Джеймс Дио

### Heaven and Hell

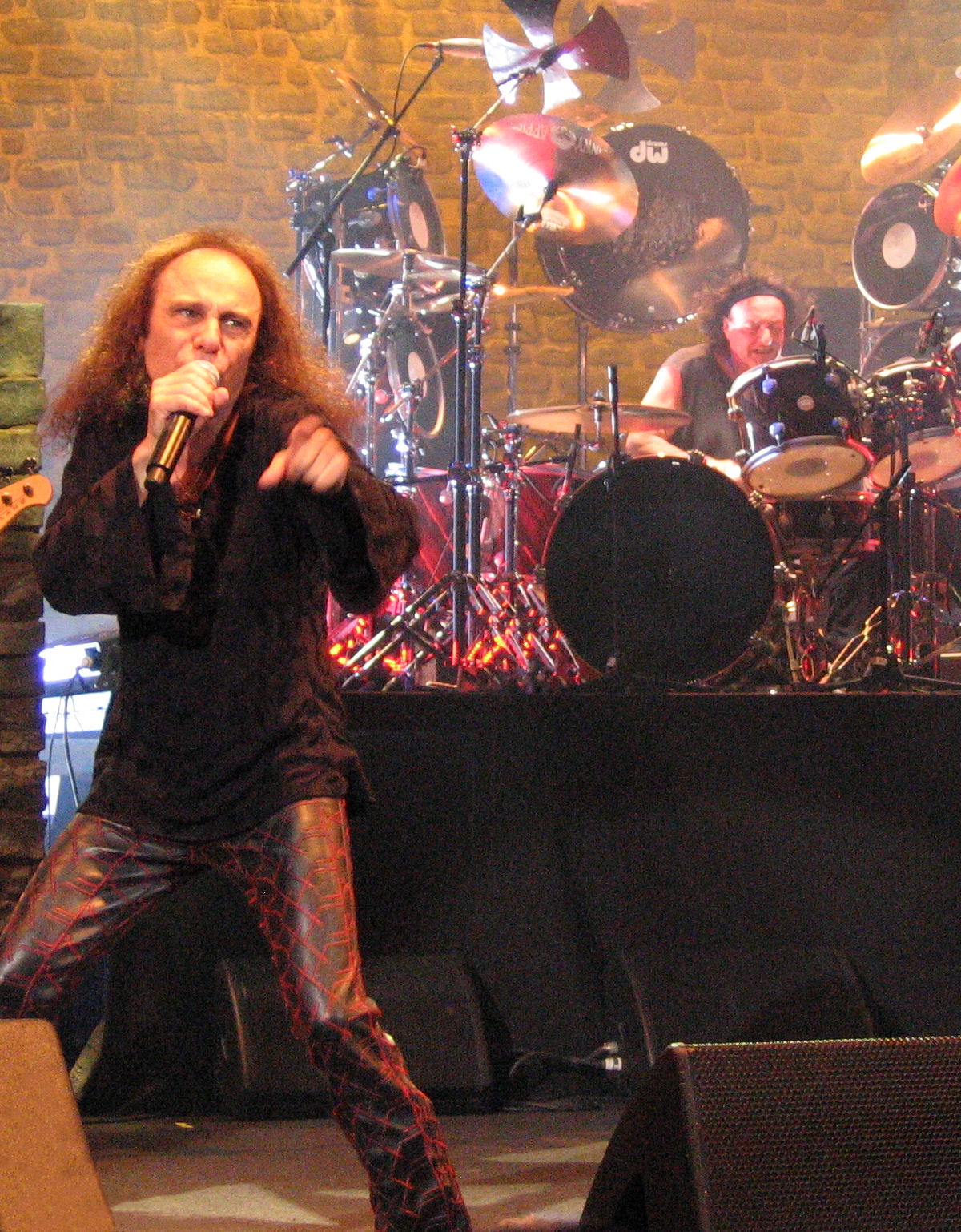
Ронни на сцене с Heaven and Hell в 2007 году

В 2006 году Дио воссоединился с участниками Black Sabbath Тони Айомми, Винни Апписи и Гизером Батлером в составе группы Heaven & Hell. Идея возобновить совместное творчество возникла после того, как музыкантам предложили записать несколько песен для диска The Dio Years: запись прошла очень легко, и все остались довольны друг другом.
В августе 2007 года вышел концертный альбом Live from Radio City Music Hall, в который вошли две новые композиции: «The Devil Cried» и «Shadow of the Wind». Дио говорил, что после соединения музыканты начали испытывать удовольствие от работы друг с другом, и хотели показать миру то, что они ещё способны создавать новую музыку не хуже старой.
28 апреля 2009 года вышел альбом The Devil You Know. Летом 2008 года его запись проходила в студии Ронни Джеймса Дио. Первым синглом, записанным здесь стал «Bible Black»: «Когда начинаешь с такого блокбастера последующая работа становится легче, потому что уже есть некая мерка для остальных композиций», — прокомментировал Дио. После того, как все песни были готовы, группа отправилась в Уэльс в студию Rockfield, где до этого работала над Dehumanizer. Heaven and Hell потребовалось меньше трёх недель, чтобы закончить запись. По словам Дио, музыканты удивлённо смотрели друг на друга и спрашивали неужели работа завершена: «Мы просто хотели сделать одно дело хорошо и не пытались быть тем, кем мы не являемся». Обозреватель Allmusic называет The Devil You Know самым тяжёлым из всех альбомов этого состава музыкантов.
Летом в последней части мирового турне музыканты заболели: у Тони Айомми начались проблемы с пальцами, Винни Апписи вывихнул плечо, а Ронни начали мучить боли в желудке. Тогда было решено сделать перерыв для того, чтобы все участники группы могли прийти в норму.

### Болезнь и смерть
25 ноября 2009 года у Дио диагностировали рак желудка. Первый этап химиотерапии, который музыканту проводили в клинике города Хьюстон, прошёл удачно. 12 марта 2010 года жена Дио — Вэнди, сообщила на официальном сайте, что завершены уже шесть этапов химиотерапии, и проведённые анализы показали улучшение. Появлявшиеся слухи о смерти Дио его жена и менеджер опровергала. Певец до последнего надеялся победить недуг и вернуться к концертной деятельности. Турне группы Heaven & Hell по Великобритании, запланированное на лето 2010 года, было отменено за несколько дней до смерти фронтмена.
5 мая 2010 года Дио сказал свои последние слова поклонникам:

Я хотел бы выразить своё большее разочарование тем, что Heaven & Hell вынуждены отменить летние выступления. Вэнди, мои доктора и я так упорно работали, чтобы они состоялись для всех вас, тех единственных, о ком мы всегда думаем, что этот удар мог бы стать разрушительным, но мы не допустим этого… С вашей бесконечной любовью и поддержкой мы будем жить и процветать. Ещё будут другие туры, много музыки, много жизни и ещё больше магии.
Оригинальный текст (англ.)
I would like to voice my great disappointment on the cancellation of the HEAVEN & HELL summer tour. Wendy [Ronnie’s wife/manager], my doctors and I have worked so hard to make it happen for all of you, the ones we care so much about, that this setback could be devastating, but we will not let it be. With your continued love and support, we will carry on and thrive. There will be other tours, more music, more life and much more magic.
— Ронни Джеймс Дио
Скончался утром 16 мая 2010 года.
Прощание с музыкантом прошло 30 мая, и этот день местные власти назвали «Днём Дио». Церемонию, проходившую в зале «Hall of Liberty», посетило около 1200 человек, а для тех, кто не смог попасть внутрь, были оборудованы специальные экраны, транслирующие происходящее. Похоронен на лос-анджелесском кладбище Forest Lawn Memorial Park в саркофаге из белого мрамора. На стене гробницы размещена надпись: «„Человек на серебряной горе“ Ронни Джеймс Дио», что отсылает к названию песни группы Rainbow «Man On The Silver Mountain».

## Вокальные данные
Ронни Джеймс Дио обладал выдающимися вокальными данными, его голос многие называют «оперным». Сам музыкант в одном из интервью говорил, что в детстве в его доме было множество оперных записей, которым он пытался подражать, и потом это стало «более-менее тем стилем, в котором он поёт». Также Дио говорил, что родился с таким голосом, и позже немного развил его, играя на трубе: «Итак, я складываю всё вместе: опыт прослушивания оперы, игра на трубе и адаптация техники этой игры к пению — всё это причины, по которым сейчас я могу делать то, чем я занимаюсь».
Музыкант был горд тем, что развил свой голос сам, без влияния учителей. По его словам, он знал, что было необходимо быть естественным и для того, чтобы научиться петь, он просто пел. Также Ронни рассказал о том, как он поёт: «Здесь важна техника. Нужно петь не гортанью, а диафрагмой. Через голосовые связки должен проходить воздух, и если вы делаете это неправильно и не даёте им достаточно воздуха, то можете сами себе навредить».

## Личная жизнь
Первой женой Дио в середине 1960-х годов стала Лоретта Берарди (род. 1941). У них был приёмный сын Дэн Падавона (англ. Daniel Padavona, род. 1968), выпустивший в 2014 году свой первый роман.
После развода с Лореттой Ронни женился на Вэнди Гаксиола (род. 1945), которая была его менеджером. Вэнди также была председателем частно финансируемой организации под названием «Дети ночи» (англ. «Children of the Night»), ставящей своей целью защиту детей от проституции. В 1980-х годах она была менеджером у лос-анджелесской рок-группы Rough Cutt, а также Hellion. У Вэнди в паспорте записана фамилия Дио, хотя сам Ронни до самой смерти носил фамилию своих предков.
У Дио было двое внуков — мальчик Джоуи и девочка Джулия.
Кузен Ронни Дио — Дэвид Файнштейн (англ. David "Rock" Feinstein, род. 1947), гитарист Ronnie Dio and the Prophets, Elf (1967—1973) и основатель The Rods (1978—2011, с перерывом). Свою последнюю запись Дио осуществил с Дэвидом Файнштейном: их песня «Metal Will Never Die» вошла в сольный альбом Файнштейна «Bitten By The Beast» (2010).
Ронни Джеймс Дио никогда не пытался сделать себе дурной образ. По его словам, он всю жизнь пытался идти прямой дорогой и не был одним из тех людей, которые любят «заглядывать за край». Музыканты группы Tenacious D говорили, что Ронни «самый замечательный и добрый человек», с которым им доводилось иметь дело. Роджер Гловер рассказывал, что «когда Дио выходил на сцену, всем становилось светлее от его улыбки». Однажды после концерта Rainbow несколько фанов осталось ждать Ричи Блэкмора до самой поздней ночи, но, выйдя из здания, гитарист сделал вид, что никого не заметил, сел в машину и уехал. После этого Ронни поклялся, что никогда не будет так делать, и, по словам его товарищей, он мог часами стоять под дождём или на морозе, раздавая автографы, чтобы дать каждому поклоннику возможность почувствовать себя частью группы. Иногда он разносил из своей гримёрки еду охранникам, так как те не могли покидать свой пост. Однако, когда дело касалось работы в группе, Дио становился более жёстким: «В группе демократия с диктатором во главе, ведь всегда должен быть кто-то один, кто скажет окончательное „да“ или „нет“, моя цель — чтобы музыканты раскрывали свои таланты по максимуму, а для этого нужно быть требовательным».
Рост Дио составлял 1 метр 63 сантиметра, что иногда становилось поводом для шуток его коллег по Black Sabbath. Во время фотосессий музыкантов часто ставили на разную по высоте поверхность, чтобы казалось, что их рост приблизительно равен. Также, по некоторым данным, название группы Elf было связано с небольшим ростом Ронни.

## Другая деятельность
В 1985 году Ронни Джеймс Дио возглавил движение Hear’n Aid в помощь голодающим Эфиопии. Участники группы Dio написали композицию «Stars», и 20 и 21 мая 1985 года 40 известных рок-музыкантов собрались в студии A&M в Голливуде и сделали совместную запись. В рамках проекта также были выпущены видео, атрибутика и одноимённый диск Hear’n Aid, в который вошли композиции Accept, Motörhead, Rush, Kiss, Jimi Hendrix, Dio, Y&T, Scorpions и песня «Stars». Удалось собрать $1 000 000, которые были направлены в помощь голодающим.
Кроме этого музыкант принимал участие и в других благотворительных проектах, например — в «Children Of The Night». В этом проекте, направленном на защиту детей от проституции, Ронни помогал своей жене Вэнди более десяти лет. Также в нём приняли участие Оззи Осборн, который дал благотворительный концерт, Ричард Маркс, гитарист Вивиан Кэмпбелл и другие.
В 2003 году Дио в соавторстве с журналистом Дэниелом Букшпаном выпустил «Энциклопедию хеви-метала» — труд, посвящённый истории жанра и наиболее значительным группам.
Ронни также появился в камео в рок-комедии «Tenacious D: Медиатор судьбы» в роли самого себя.

## Признание и критика
Ронни Джеймса Дио признают одним из лучших в своём деле как ведущие журналы и интернет-ресурсы, так и его коллеги.
Тони Айомми сказал, что для него было честью выступать с Дио бок о бок, что музыка Ронни будет жить вечно. Он назвал вокалиста звездой из звёзд, настоящим профессионалом, а его голос — магическим.
Ричи Блэкмор также признал, что «у Ронни был замечательный и уникальный голос, и всему рок-н-рольному миру будет сильно его не хватать». Сильные качества голоса Дио отметили Оззи Осборн и Иэн Гиллан.
На одном из своих концертов участники группы Scorpions посвятили песню «Send Me an Angel» Ронни Джеймсу Дио и перед её исполнением сказали публике, что он был величайшим музыкантом.
Музыканты американской группы Anthrax выразили своё почтение таланту Ронни. Вокалист Джоуи Белладонна признал, что Дио очень сильно повлиял на него и был его вдохновителем. Джоуи добавил, что, без всяких сомнений, Ронни был лучшим в своём деле. Барабанщик Чарли Бенанте поблагодарил Дио за его творчество и сказал, что у Ронни был необычайный Богом данный голос.
Гитарист группы Slayer Керри Кинг отметил, что мало кому удавалось вести песню таким образом, как это делал Дио. Ларс Ульрих из Metallica и Кайл Гэсс из Tenacious D также признали огромное влияние Дио на своё творчество.
Норвежский певец Йорн Ланде сказал следующее: «Когда мир стал холоднее, Ронни оставался символом огня и чести. Его волшебство навсегда останется со мной, оно вдохновляет меня на дальнейшие свершения. <…> Я буду чтить память Ронни, он навсегда останется в моём сердце и в музыке». Ланде посвятил Дио песню «Song for Ronnie James».
Обозреватели последних альбомов группы Dio на Allmusic считают, что, в отличие от многих своих коллег, Ронни не потерял с возрастом голос и находился в отличной форме. Автор обзора альбома Dio Killing the Dragon Саймон Кэнтлон делает единственное замечание: звучание группы остаётся прежним, что, по мнению самого Ронни, может быть одновременно хорошо и плохо. В обзоре на Last in Line Эдуардо Ривадавия среди похвальных строчек пишет, что слова «радуга», «огонь» и «камень» упоминаются в каждой песне Дио. Журналист Кейт Ханналек критиковал Дио за то, что он «не развивает и не двигает вперёд свою музыку».
Когда Дио ушёл из Rainbow, Ричи Блэкмор сказал, что «Ронни изумительно поёт, но проблема в том, что он всегда поёт одинаково».
Творчество Дио сильно критиковали участники баптистской церкви Уэстборо. Они даже провели акции протеста во время похорон Дио. Баптисты выдвинули Ронни три обвинения: первое заключается в том, что он не любит «своих ближних», начиная с Оззи Осборна и заканчивая своей племянницей, известной порноактрисой Джен Падова; второе в том, что он «ненавидит Бога и даже изменил свою фамилию на Дио, что переводится с итальянского как „Бог“» и третье — в том, что «он пропагандировал и приобщал массы к колдовству».

## Увековечение памяти

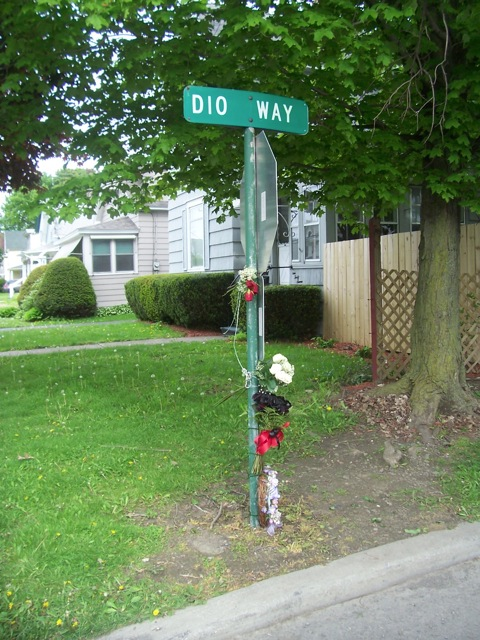
Улица «Dio Way»

В Кортленде (Нью-Йорк) есть улица, названная в честь Ронни Джеймса Дио — «Dio Way». Торжественное открытие состоялось 15 ноября 1988 года.
В 2004 году Ронни Джеймс Дио был включён в зал славы его родной школы в городе Кортленд.
В 2000 году студия Century Media выпустила альбом кавер-версий известных песен Дио, который называется Holy Dio: Tribute to Ronnie James Dio. Альбом записывали знаменитые хэви-металлические группы, такие как Blind Guardian, Fates Warning, Doro и другие.
В 2006 году Дио был награждён премией Classic Rock Awards в номинации Metal Guru британским журналом Classic Rock. В апреле 2010 года журнал Revolver назвал Дио лучшим вокалистом металла.
17 января 2007 года Дио включили в зал славы в Guitar Center на Бульваре Сансет.
Группа Heaven and Hell сыграли концерт-посвящение Дио. В этом концерте помимо участников группы Тони Айомми, Гизера Батлера и Винни Апписи приняли участие Глен Хьюз, Йорн Ланде и Фил Ансельмо, которые исполнили одиннадцать композиций, созданных во времена Ронни Джеймса Дио в Black Sabbath и Heaven and Hell.

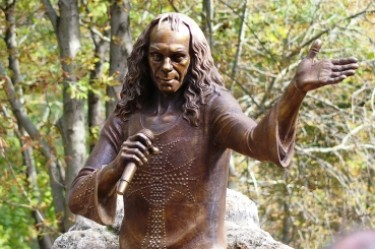
Памятник Ронни Дио в Каварне

20 июля 2010 года Magic Circle Music выпустили трибьют альбом Magic — A Tribute To Ronnie James Dio, в котором песни Ронни Джеймса Дио исполнили Manowar, Holyhell, Metalforce, Magic Circle All Star Band, Awaken, Сrosswind, Дин Кассионе, Дэвид Файнштейн, Harlet и Jack Starr’s Burning Starr. 2 июля 2010 года норвежский вокалист Йорн Ланде выпустил альбом Dio, состоящий из каверов на композиции Dio, Black Sabbath и Rainbow и оригинальной композицией «Song for Ronnie James».
В октябре 2010 года в болгарском городе Каварна был установлен памятник Ронни Джеймсу Дио. Памятник высотой в 1,5 метра расположен в центральном парке города и будет частью «Проспекта рока», который вскоре должен появиться в Каварне. Над памятником работали Александр Петров, Красимир Крастев-Ломски, а также художник Иван Стратиев.
На крупном рок-фестивале Masters of Rock главная сцена с 2010 года носит имя Ронни Дио.
В январе 2012 года в рамках проекта Margenta была записана композиция Голос , посвящённая памяти Дио.
В альбоме группы Doro Raise Your Fist его памяти посвящена песня «Hero».
В 2020 году в честь Дио был назван новый вид пауков Actinopus dioi.

## Дискография
| Ronnie Dio & The Prophets - Dio at Dominos (1963) The Elves - Live At The Beacon 1971 (бутлег) (1971) Elf - Live At The Bank 1972 (бутлег) (1972) - Elf (1972) - Carolina County Ball (1974) - The History Of Syracuse Music Volume VI (1974) - Trying to Burn the Sun (1975) - 20 Years Of Syracuse Rock (1989) - The Gargantuan (1989) - The Elf Albums (1991) Rainbow - Ritchie Blackmore’s Rainbow (1975) - Rising (1976) - On Stage (1977) - Long Live Rock ’n’ Roll (1978) - Finyl Vinyl (1986) - Live in Germany (1976) - Ritchie Blackmore: Rock Profile Volume Two (1991) - Live In Munich 1977 (2006) | - Deutschland Tournee 1976 (2006) - Live In Cologne (2007) - Live In Dusseldorf (2007) - Live In Nurnberg (2007) - The Polydor Years (2007) Dio - Holy Diver (1983) - The Last in Line (1984) - Sacred Heart (1985) - Intermission (1986) - Dream Evil (1987) - Lock Up the Wolves (1990) - Strange Highways (1994) - Diamonds – The Best of Dio (1995) - Angry Machines (1996) - Inferno - Last in Live (1998) - Magica (2000) - Killing the Dragon (2002) - Master of the Moon (2004) - Evil or Divine - Live in New York City (2005) - Holy Diver - Live (2006) - Electra [Single]2009 (2009) - Mightier Than The Sword: The Ronnie James Dio Story (2011) посмертный, сборник | Black Sabbath - Heaven and Hell (1980) - Mob Rules (1981) - Live Evil (1982) - Dehumanizer (1992) - The Dio Years (2007) - Live at Hammersmith Odeon (2007) - The Rules of Hell (2007) Heaven & Hell - Live from Radio City Music Hall (2007) - The Devil You Know (2009) - Neon Nights: 30 Years of Heaven & Hell (2010) |  |

Последняя запись Ронни Джеймса Дио — композиция под названием «Metal Will Never Die» не успела войти ни в один альбом и должна выйти на диске двоюродного брата Дио Дэвида Файнштейна Bitten By The Beast. Также существует запись песни «Elektra», которая уже транслировалась на радиостанциях и должна была войти в альбом Magica II.

## Комментарии
1. ↑  Благодаря этим урокам у Дио увеличился объём легких и выработалась привычка правильно дышать, что позже благоприятно сказалось на его вокальных данных
2. ↑  Дио также учился в университете в Баффало и изучал фармацевтическое дело, однако оставил учёбу после первого курса
3. ↑  В этой автокатастрофе Дио пробил лицом лобовое стекло, и ему было наложено около 150 швов
4. ↑  Однако известно, что Ричи записывался с Elf ещё до своего ухода из Deep Purple
5. ↑  Блэкмор, напротив, говорил, что Дио был уволен из группы
6. ↑  Но здесь он стал золотым и впоследствии платиновым
7. ↑  Дио процитировал строчку из песни «Heaven and Hell»: «They blind your eyes and steal your dreams». В альбоме Angry Machines этой проблеме посвящена песня «Big Sister»
8. ↑  Последний трек «Magica Story»
9. ↑  В этом же интервью Дио говорил, что в современном обществе компьютер стал Богом, и настало время противостоять этому
10. ↑  Речь идёт о группе Dio
11. ↑  это они объясняли тем, что Ронни ввёл в обращение жест «козы» и тем, что его друзья носят пятиконечные ожерелья